# Helmut Dietrich (Politiker)

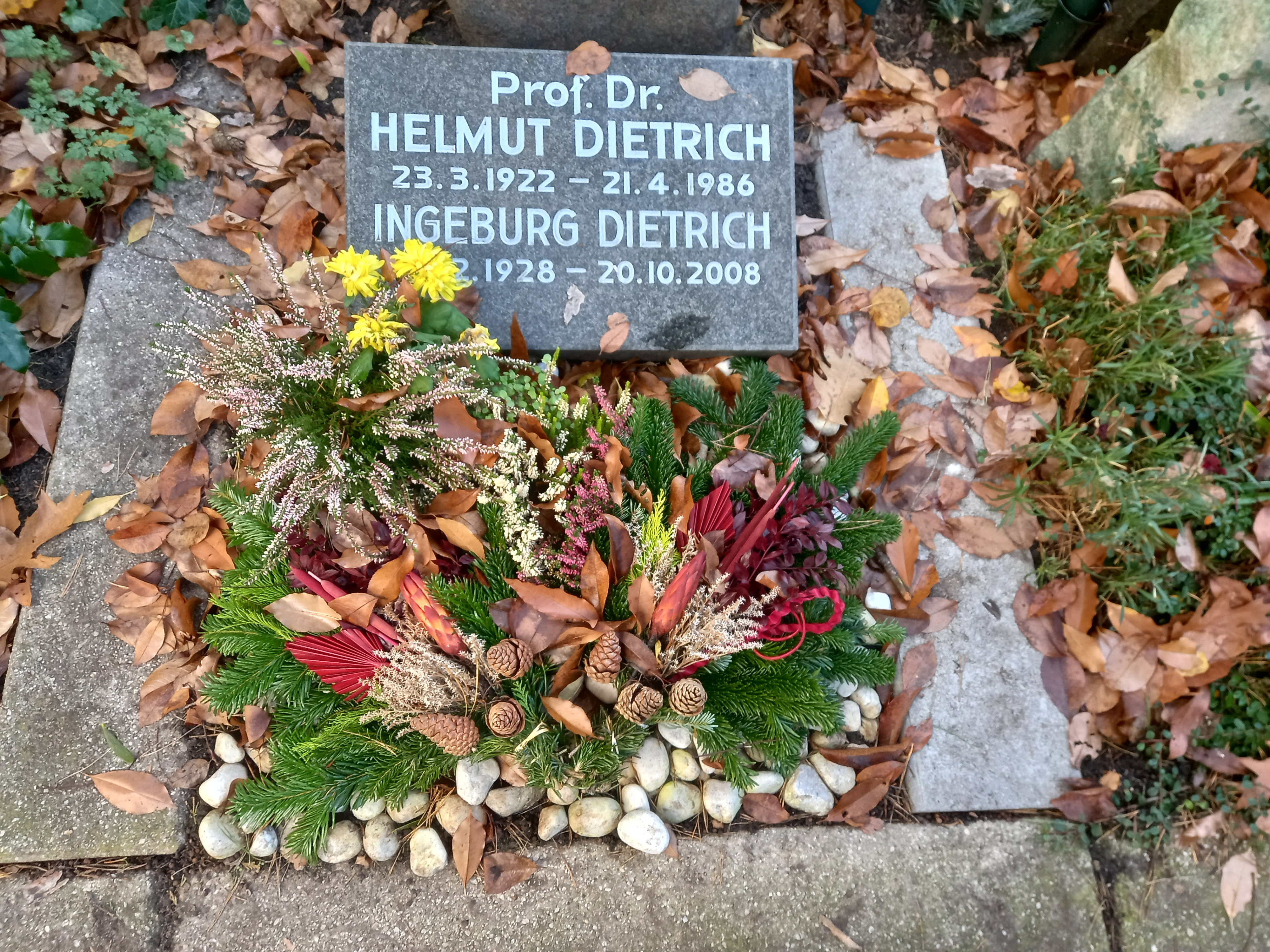
Das Grab von Helmut Dietrich und seiner Ehefrau Ingeburg auf dem Friedhof Pankow III in Berlin

Helmut Dietrich (* 23. März 1922 in Probstzella; † 21. April 1986) war ein deutscher Politiker (SED) und Präsident der Außenhandelsbank der DDR.

## Leben
Der Sohn eines Arbeiters absolvierte nach dem Besuch der Volksschule eine kaufmännische Lehre. Von 1939 bis 1941 arbeitete er als Angestellter der Thüringer Staatsbank. Von 1942 bis 1945 musste er Kriegsdienst in der Wehrmacht leisten, geriet zum Kriegsende in britische Kriegsgefangenschaft, aus der er im Juli 1945 entlassen wurde. 
Er fand Arbeit bei der Landeskreditbank Thüringen in Gräfenthal, wurde 1946 Mitglied der SED und ging 1950 zur Deutschen Notenbank. Nach einem Studium an der Finanzschule mit dem Abschluss als Diplomwirtschaftler wurde er 1952 Bezirksdirektor der Deutschen Notenbank in Gera. 1963/64 war er Präsident der Investitionsbank und von Juni 1964 bis Juli 1967 Präsident der Deutschen Notenbank. Gleichzeitig war er Mitglied des Ministerrates der DDR.  In dieser Funktion wurde er 1967 von Margarete Wittkowski abgelöst, er blieb aber bis 1971 Vizepräsident der Bank. Von 1971 bis 1977 war er Präsident der Außenhandelsbank der DDR. 1978 wurde er als Professor und Leiter der Lehrstuhlgruppe Valutaökonomie/Währungstheorie an der Sektion Wirtschaftswissenschaften an die Humboldt-Universität zu Berlin berufen.

## Auszeichnungen
- 1964 Vaterländischer Verdienstorden in Bronze
- 1978 Vaterländischer Verdienstorden in Gold[2]